# Marcel Van Vyve
Marcel Van Vyve (Sint-Andries, 27 december 1910 – Sint-Michiels, 10 februari 2002) was een Belgisch voetballer. Hij speelde in de jaren 30 bij Club Brugge, dat toen nog FC Brugeois heette. In die tijd was hij met Louis Versyp en Roger Vanhove het gezicht van deze club.
Later werd hij conciërge en terreinbewaarder bij het Albert Dyserynckstadion ("De Klokke"), samen met zijn echtgenote Germana (Meentje) Devinck. Zijn kleindochter Stefanie Van Vyve was Miss Belgian Beauty in 1996, en is getrouwd met Club Brugge-speler Sven Vermant.